# 京都アクアリーナ
京都アクアリーナ（きょうとアクアリーナ）は、京都府京都市右京区の京都市西京極総合運動公園内にある屋内プール兼スケート施設、アーチェリー場およびフィットネスルームの総称である。この項目では京都アクアリーナの内、屋内プール兼スケート施設について主に記す。なお、京都市の条例（京都市西京極総合運動公園条例）や京都アクアリーナ運営要綱による屋内プール兼スケート施設の名称は「京都市西京極総合運動公園プール兼アイススケートリンク」である。
管理運営は2006年4月よりビバスポーツアカデミーが、2011年4月よりビバスポーツアカデミーとオリックス・ファシリティーズ、パティネレジャーによるJV「ビバ・オリックス・パティネグループ」指定管理者が、2015年4月よりミズノ・京都市スポーツ協会・近建ビル管理・ミズノスポーツサービス・エースによるJV「アクアリーナ・西院スポーツネットワーク」指定管理者が行っている。

## 歴史
1944年に京都市運動場（現：京都市西京極総合運動公園）の水泳場として開設。第43回国民体育大会（京都国体）開催を機に1982年から開始された京都市運動場の全面改修で撤去される。仙田満（環境デザイン研究所）や團紀彦（團紀彦建築設計事務所）などが設計し、1999年に建設工事に着手、2002年6月に竣工した。なお、開設は2002年7月20日である。

## 施設概要
- 主にメインプール棟、ウェルネス棟、アーチェリー場の3つの建築物により構成される。またこれらの一部を土で覆い緑化した多目的広場や「緑の丘」（芝生約3,000平方メートル）などがある。
- メインプール、飛び込みプールは夏期（5月から9月まで）のみの供用。冬期（11月から3月まで）はスケートリンクとして供用。
- サブプールは通年供用である。冬期は半面の水深を変更し、飛び込みに利用する場合がある。

### メインプール棟
- メインプール（国際B級公認50m×25m、2.5m×10コース、可動床：-0.3m～3m、観客席約2,200席）
- 飛び込みプール（25m×22m，水深5m）
- メインリンク（60m×30m）
- サブリンク（30m×18m）

　（冬期はメインプール、飛び込みプールがそれぞれメインリンク、サブリンクになる）

### ウェルネス棟
- サブプール（25m×17m、2.0m×8コース、可動床：0.5m～3.5m）
- キッズプール（水深30cm、ウォータースライダー）
- トレーニングルーム
- フィットネススタジオ

### アーチェリー場
- 90m×4コース、50m×2コース（ナイター照明あり）

### その他
- 芝生広場『緑の丘』
- 多目的広場
- 会議室
- レストラン（サンアクア）
- 駐車場

## 開館時間
9時～21時

## 休館日
毎週火曜日（祝日の場合は翌日、7月と8月は無休）、年末年始（12月27日～1月4日）

## アクセス
- 電車
  - 阪急京都本線西京極駅から徒歩5分[3]
- バス
  - 京都市営バス「西京極運動公園前」にて下車、徒歩10分[3]
  - 京都市営バス「川勝寺」にて下車、徒歩10分[3]

## 公園内その他の施設
- 京都市西京極総合運動公園陸上競技場兼球技場
- 京都市西京極総合運動公園補助競技場
- わかさスタジアム京都
- ハンナリーズアリーナ

ほか

## 外部サイト
- 公式ウェブサイト
- 京都アクアリーナ運営要綱 - 京都市
- 京都アクアリーナブログ